# David Luiz
David Luiz Moreira Marinho (Diadema, 22 de abril de 1987) é um futebolista brasileiro que atua como zagueiro. Atualmente, joga no Pafos FC.
Em 2022, tornou-se o décimo terceiro jogador (oitavo brasileiro) a ter se sagrado campeão tanto da Liga dos Campeões quanto da Copa Libertadores da América, além de ter sido eleito para a "Seleção da Temporada do Futebol Brasleiro" no Troféu Mesa Redonda.

## Carreira

### Vitória
Após ser mandado embora do São Paulo ainda na categoria infantil sob a justificativa de que era "muito baixo", David Luiz foi convidado para um teste nas categorias de base do Vitória aos 14 anos. Ainda na adolescência, o jovem seguiu para Salvador e passou a morar nas dependências do rubro-negro baiano, junto a outros jogadores da base. Nas categorias de base do Vitória, David jogou inicialmente como volante, mas com poucas oportunidades neste setor, chegou a ter sua dispensa cogitada no clube. Foi então que surgiu a chance de atuar na zaga da equipe júnior do Vitória:
| “            | Certa vez, estava no banco e um titular se machucou. O técnico da base perguntou se eu jogava de zagueiro. Respondi que jogava em qualquer posição. Fiz um excelente campeonato na zaga, e o Arturzinho, que era o treinador do profissional, me deu a oportunidade de treinar no time de cima. | ” |
| — David Luiz | |   |

Incorporado como zagueiro, passou a se destacar e foi promovido para a equipe profissional, disputando sua primeira partida em 2005. No ano seguinte, chamou ainda mais atenção após uma partida contra o Santa Cruz, válida pela Copa do Brasil de 2006.
O Vitória vivia uma de suas piores fases na história, tanto no campo, já que havia sido pela primeira vez rebaixado para a Série C, quanto financeiramente, e as categorias de base passaram a ser a única solução do clube naquela época. Aos 19 anos, David passou a compor um jovem trio de zaga com Wallace e Anderson Martins, e ainda jogavam naquela equipe Leandro Domingues e Marcelo Moreno. Todos revelados nas categorias de base do clube.
Depois de boas atuações nos dois primeiros jogos da Série C daquele ano, se machucou e ficou de fora do terceiro confronto, em que sua equipe empatou com o Coruripe por 3–3. Retornou já no jogo seguinte e participou de mais cinco encontros, tendo que se ausentar na terceira rodada da segunda fase novamente por lesão. Atuou na vitória por 3–1 sobre o Ferroviário, sendo penalizado com o terceiro cartão amarelo, tendo que perder o próximo confronto da equipe, contra o Confiança. Retornou mais uma vez e embalou nove partidas em sequência, ajudando o rubro-negro a sofrer apenas uma derrota nesse período. Quando precisou se ausentar novamente por conta de uma lesão, seu time foi derrotado por 3–1 para o mesmo Ferroviário pelo octogonal final da Série C. Esteve na vitória por 2–0 sobre o Treze e foi novamente suspenso, ficando de fora na nova derrota do Leão, dessa vez para o Ipatinga por 2–1. Nas últimas nove partidas, atuou em oito, ajudando na franca recuperação do time, que garantiu o vice-campeonato da Série C e consequentemente o acesso para a Série B do ano seguinte.
No início de 2007, disputou as primeiras partidas pelo Campeonato Baiano, suas últimas no clube.

### Benfica
Em fevereiro de 2007 David Luiz foi emprestado ao Benfica, de Portugal. Permaneceu sem entrar em campo no mês de fevereiro e estreou-se no Benfica num jogo das competições europeias, mais precisamente na Taça UEFA, frente ao Paris Saint-Germain no Parque dos Príncipes, em Paris, fazendo uma apresentação ruim.
| “                        | Infelizmente, não consegui a estreia que queria. | ” |
| — David Luiz após o jogo |                                                  |   |

Porém, foi escalado para o jogo seguinte, este pela Primeira Liga (Campeonato Português), e deu a volta por cima, ganhando a titularidade e jogando as últimas nove partidas do certame nacional e ainda outras três pela competição europeia. Em maio, agradando aos dirigentes do Benfica, o clube português acionou então a cláusula do contrato que permitia a contratação em definitivo, e David assinou por cinco temporadas.
Na temporada 2007–08, após jogar dois jogos em agosto, um pelo nacional e outro pelas fases de qualificações da Liga dos Campeões da UEFA, sofreu uma lesão num jogo-treino no dia 22 e ficou de fora até o fim de novembro, quando retornou para jogar apenas mais sete partidas pelo campeonato e duas pela fase de grupos da Liga dos Campeões,[carece de fontes?] até se lesionar novamente em confronto com o Vitória de Guimarães no fim de janeiro e ausentar-se do resto da temporada (apesar de ter tentado retornar em duas partidas como suplente ainda no começo de fevereiro, uma pela copa nacional e outra pela Copa da UEFA).[carece de fontes?] Se recuperou da lesão apenas em agosto.
Sua volta, porém, só ocorreu em novembro, em partida da Taça como suplente. Após jogar seu primeiro encontro pelo Campeonato Português na temporada, no seu jogo seguinte, pela fase de grupos da Liga dos Campeões, marcou seu primeiro gol com a camisa benfiquista, o único da derrota por 5–1 para o Olympiakos. Mais dois encontros pelo nacional, e outro pela Liga dos Campeões depois, sentou no banco nos dois seguintes pelo campeonato, num empate com o Nacional e na derrota para o Trofense, primeira do Benfica no certame. De retorno ao time titular, jogou todas as demais partidas seguintes da temporada, com exceção a dois confrontos, uma pela Taça da Liga em que foi poupado, e a última do nacional, por lesão no jogo anterior.[carece de fontes?]
Em 2009–10, veio a consagração oficial de David no Benfica. Das cinquenta e uma partidas do clube na temporada, o central jogou quarenta e nove, faltando, por suspensão, apenas uma pela fase de grupos da Liga Europa da UEFA e outra pela Primeira Liga.[carece de fontes?] O Benfica acabou por conquistar o certame depois de cinco anos e David foi eleito o melhor jogador de toda a temporada portuguesa. O destaque rendeu atenções de grandes clubes pelo mundo, incluindo Real Madrid e Manchester United, e uma proposta rejeitada do Manchester City.
A rejeição desta proposta, segundo sites, deixou o central insatisfeito,  fazendo-o não renovar seu contrato meses depois. Na temporada 2010–11, continuou a se destacar, trazendo, em janeiro de 2011, uma proposta oficial do Chelsea, numa negociação que durou alguns dias mas que, a princípio, não se concretizou. Depois de uma longa negociação, foi confirmada a sua transferência para o clube inglês por 21,3 milhões de libras (R$ 57 milhões), além dos londrinos terem cedido o volante Nemanja Matić no negócio. Com a intenção de demonstrar sua gratidão ao clube e torcida do Benfica, David Luiz escreveu uma carta para os torcedores poucos dias depois de tê-los deixado:
| “ | O Benfica entra no nosso coração e nunca mais sai. Por isso levei, levo e levarei sempre o Benfica no coração. (...) Não era, aprendi a ser e sou um eterno benfiquista; obrigado a todos do fundo do meu coração! | ” |

### Chelsea

#### 2011–12
No Chelsea, ao contrário do Benfica, onde usava a camisa número 23, David Luiz recebeu a camisa número 4 — que estava sem dono desde a saída do francês Claude Makélélé em 2008.
| “ | Jogar no Chelsea é um sonho realizado, um grande passo na vida de qualquer atleta. Agora preciso fazer meu trabalho para demonstrar a todos por que o clube me queria. | ” |

Realizou sua estreia no clássico contra o Liverpool, entrando no segundo tempo no lugar do português José Bosingwa. No jogo seguinte, no empate por 0 a 0 contra o Fulham, foi escalado como titular e teve atuação brilhante, apesar de ter cometido um pênalti no último minuto do confronto, sendo escolhido o "homem do jogo". Por já ter jogado a Liga dos Campeões pelo Benfica na temporada, o central não pôde ser inscrito no grupo de disputa do torneio, ficando assim disponível apenas para o certame nacional.

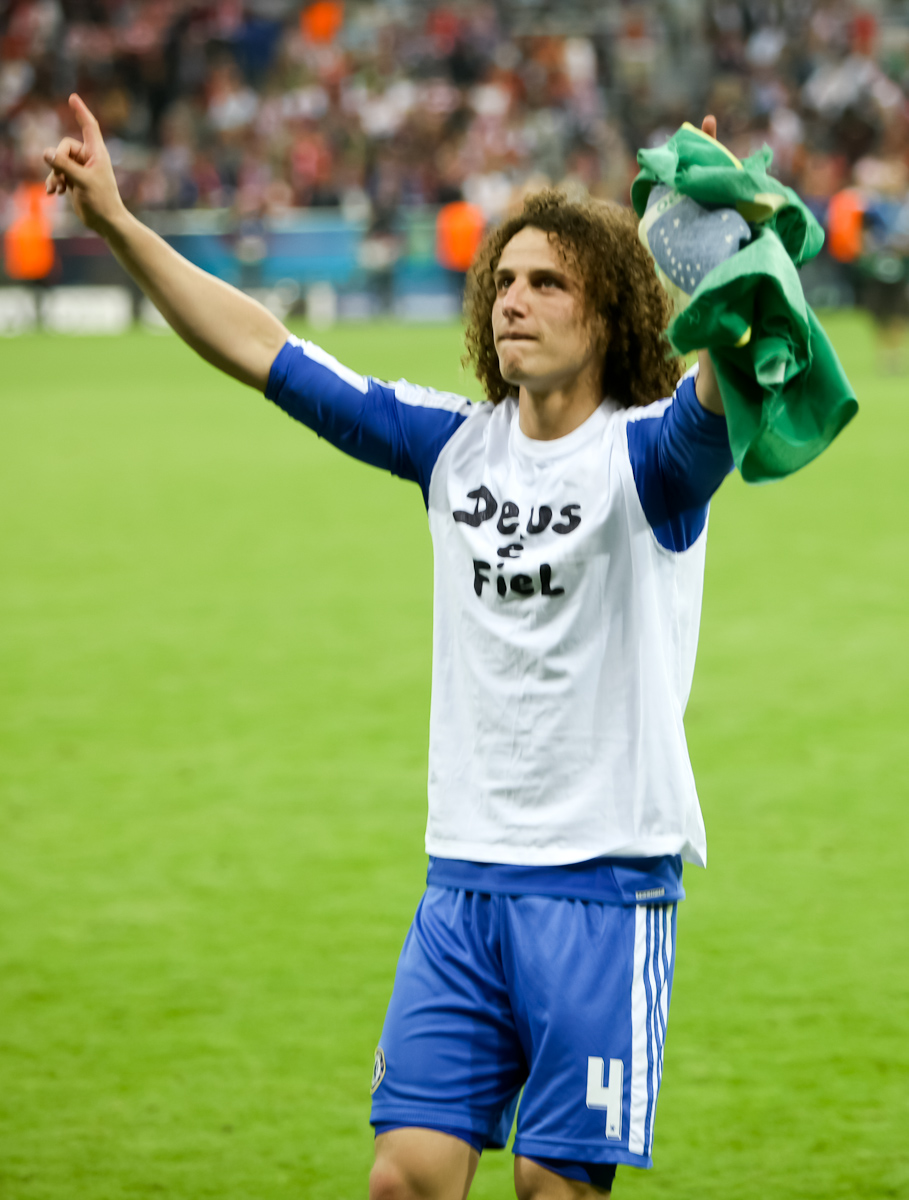
David Luiz celebrando o título da Liga dos Campeões da UEFA

Em seu terceiro jogo, no dia 1 de março, num clássico contra o Manchester United, marcou o primeiro gol da vitória por 2–1 do seu time, sendo apontado pela segunda vez consecutiva o "homem do jogo". Voltou a marcar no seu quinto jogo com a camisa azul, no triunfo por 2–0 sobre o Manchester City, sendo escolhido pela terceira vez o melhor em campo. Essas performances lhe renderam o prêmio de jogador do mês da liga inglesa, se tornando apenas o terceiro brasileiro a ser honrado com a premiação.
Devido a uma pequena lesão, perdeu os primeiros jogos da temporada 2011–12, fazendo sua estreia apenas na Liga dos Campeões, e acabou por marcar o primeiro gol da vitória sobre o Bayer Leverkusen por 2–0.  No seu segundo encontro, foi eleito o melhor em campo num jogo válido pela Copa da Liga Inglesa que foi para a disputa de pênaltis, tendo convertido sua cobrança nesta. Voltou a marcar no empate em 3–3 contra o Manchester United e na vitória por 3–0 sobre o Bolton Wanderers.
No dia 14 de março, os Blues enfrentariam o Napoli pelo jogo de volta das oitavas-de-final da Liga dos Campeões no Stamford Bridge. Após uma derrota por 3–1 no jogo de ida, o time inglês precisava reverter o resultado. Com atuação impecável de David, que mais tarde foi escolhido o homem do jogo pelo site da UEFA, o Chelsea aplicou 4–1 no time italiano e avançou às quartas-de-final do torneio. A surpreendente campanha do Chelsea continuou com vitórias sobre o Benfica, ex-clube de David Luiz, nas quartas-de-final, além de uma improvável vitória no Stamford Bridge seguido de um empate em pleno Camp Nou contra o Barcelona, na época considerado pela maioria dos jornalistas esportivos como o melhor time do mundo, resultado que decretou a classificação dos ingleses por 3-2 no placar agregado, o Chelsea estava agora na final da Liga dos Campeões. Nos jogos contra o Barcelona, porém, David Luiz não esteve presente devido a uma lesão sofrida dias antes numa partida da Premier League. Tal classificação trouxe um grande ânimo ao clube, e no dia 19 de maio, seu primeiro jogo após a lesão,teve uma boa atuação converteu um pênalti e sagrou-se campeão da UEFA Champions League pelo Chelsea.

#### 2012–13

David Luiz no Mundial de Clubes de 2012

Em 22 de setembro, David renovou seu contrato e assinou por mais cinco anos com o Chelsea. Ele começou a nova temporada mais uma vez como regular ao lado de Gary Cahill e John Terry, e marcou seu primeiro gol numa cobrança de falta contra Nordsjælland, em uma vitória por 4–0 fora de casa na Liga dos Campeões. Já no Mundial de Clubes, em que o Chelsea perdeu a final para o Corinthians, o brasileiro foi escolhido o segundo melhor jogador do torneio, recebendo a Bola de Prata por suas atuações, tendo chegado a jogar como volante. Ele voltou a atuar nessa posição contra o Aston Villa, em uma goleada por 8 a 0, e na semana seguinte foi escolhido o melhor em campo do confronto. No dia 13 de fevereiro, segundo a imprensa europeia, o técnico do Barcelona, Tito Vilanova, pediu a contratação de David Luiz junto ao zagueiro alemão Mats Hummels. Logo em seguida, o brasileiro declarou que estava feliz pelo interesse do Barcelona em sua contratação. David Luiz voltou a balançar as redes no dia 17 de abril, marcando na vitória fora de casa por 3–0 contra o Fulham. Dois dias depois foi muito elogiado pelo seu companheiro John Terry, que o projetou como futuro capitão dos Blues. Fez o gol da vitória do Chelsea em 25 de abril, contra o Basel na primeira partida da fase eliminatória da Liga dos Campeões. Marcou novamente contra o Basel no dia 2 de maio, desta vez na partida de volta, em uma vitória por 3–1.

### Paris Saint-Germain

#### 2014–15

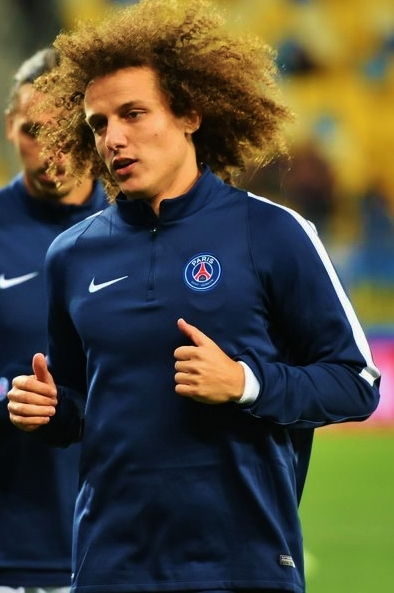
David Luiz pelo PSG em 2015

David foi vendido ao Paris Saint-Germain em 23 de maio de 2014, assinando um contrato de cinco anos. Pela quantia de 50 milhões de euros (cerca de R$ 185,6 milhões), tornou-se assim o defensor mais caro da história, embora desde então dezenas de defensores tenham sido vendidos por preços mais altos. O zagueiro recebeu a camisa 32 no clube francês, anteriormente utilizada por David Beckham.
Fez sua estreia pelo clube francês em 16 de agosto, fazendo dupla de zaga com seu compatriota Marquinhos na derrota para o Bastia por 2–0 no Parc des Princes. Em 30 de setembro, David Luiz marcou seu primeiro gol pelo clube, numa vitoria contra o Barcelona em partida válida pela Liga dos Campeões da UEFA, terminada com a vitória do Paris Saint-Germain por 3–2. Em 19 de Janeiro de 2015, David marcou seu primeiro gol na liga francesa numa derrota por 4–2 contra o Évian.
Após duas temporadas no Paris Saint-Germain, David Luiz voltou à Londres para  defender os Blues, encerrando sua passagem por Paris. No total, disputou 89 jogos e marcou oito gols.

### Retorno ao Chelsea
Em 31 de agosto de 2016, o Paris Saint-Germain anunciou a venda de David Luiz ao seu antigo clube, o Chelsea. No dia 16 de setembro de 2016, jogou na derrota por 2-1 para o Liverpool em casa. Em 31 de janeiro de 2017, marcou o seu primeiro gol nesta temporada, numa cobrança de falta, contra o Liverpool em Anfield. Foi o seu primeiro gol na Premier League desde abril de 2013.
No dia 20 de abril de 2017, foi um dos escolhidos a integrar o time da temporada (PFA Team of the Year) em 2016-17.

### Arsenal
Foi confirmado como reforço do Arsenal no dia 8 de agosto de 2019. O Chelsea receberá oito milhões de libras (cerca de 38 milhões de reais) pelo defensor brasileiro de 32 anos, que assinou um contrato de duas temporadas com os Gunners. Estreou no dia 17 de agosto de 2019, pela Premier League, numa vitória de 2–1 em casa contra o Burnley. Marcou seu primeiro gol pelo Arsenal no dia 6 de outubro, garantindo a vitória de 1–0 contra o Bournemouth.
Seu 2.º gol foi em 27 de outubro de 2020, no empate de 2–2 com o Crystal Palace na 10.ª rodada da Premier League. Com o contrato chegando ao fim no dia 30 de junho, David Luiz deixou o Arsenal oficialmente no dia 3 de junho após não ter seu contrato renovado pelo clube. Atuou em 73 partidas pelos gunners, e marcou 4 gols.

### Flamengo

#### 2021
Após 14 anos fora do Brasil, em 10 de setembro de 2021, foi anunciada a sua contratação pelo Flamengo com contrato válido até dezembro de 2022 e no dia 11 foi anunciado no Twitter do clube. David Luiz escolheu a camisa 23. Fez sua estreia pelo rubro-negro em 22 de setembro, na vitória de 2–0 sobre o Barcelona de Guayaquil, no jogo de ida da semifinal da Libertadores. David Luiz teve uma atuação boa e segura, tendo acertado 28 dos 29 passes feitos, conseguido um desarme, um bloqueio, quatro rebatidas, duas faltas e não perdeu a posse de bola nenhuma vez.
Após sofrer uma lesão no dia 29 de outubro no jogo de volta contra o Barcelona de Guayaquil (vitória por 2–0 novamente), David Luiz ficou cerca de um mês sem atuar pelo Flamengo, tendo retornado apenas em 5 de novembro, na vitória por 2–0 sobre o Atlético Goianiense, válido pelo jogo atrasado da 19.ª rodada. Essa foi a 1.º partida de David pela Série A, visto que só havia atuado pelo Vitória na Série C.
David terminou o ano com 10 jogos (7V/1E/2D).

#### 2022
No jogo da Supercopa do Brasil, entre Flamengo e Atlético-MG, na disputa de pênalti, ele foi um dos cobradores rubro-negros do rubro-negro que converteram a sua cobrança.
Após a vitória sobre o Vasco por 1–0 no jogo de ida das semifinais do Campeonato Carioca, David Luiz atingiu uma sequência de sete jogos seguidos com a camisa do clube. Apesar da perda do título para o Fluminense, David Luiz foi eleito para a Seleção do Campeonato Carioca.
Em outubro, na Final da Copa do Brasil de Futebol, contra o Corinthians, ele novamente foi um dos cobradores de pênalti do rubro-negro que converteram a sua cobrança, ajudando a equipe a sair-se campeã deste certame.
Após 10 dias de sagrar-se campeão da Copa do Brasil, foi titular na Final da Copa Libertadores até o apito final, quando o Flamengo conquistou o tricampeonato da América. Se tornou o 12° jogador da história a ter Liga dos Campeões e Libertadores.
Em 7 de dezembro de 2022, o Flamengo acertou renovação de contrato com David Luiz, onde estendeu vínculo até o fim de 2023, ele fechou o ano com 47 partidas realizadas e uma assistência anotada.

#### 2024
Em 10 de fevereiro de 2024, David Luiz completou 100 jogos com a camisa do Flamengo no confronto contra o Volta Redonda, que terminou 3 a 0 para o  rubro-negro pelo Campeonato Carioca.
Em 22 de dezembro de 2024, o Flamengo anunciou a saída de David Luiz. A nova diretoria do clube decidiu que o contrato que se encerraria no dia 31 de dezembro não seria renovado. Portanto, o zagueiro colocou um ponto final em sua passagem pelo clube após três temporadas e meia.
David Luiz chegou ao Flamengo no fim de 2021 e fez 132 jogos pelo clube: 75 vitórias, 28 empates e 29 derrotas. Ao todo, o zagueiro marcou quatro gols e deu duas assistências, além de ter conquistado uma Libertadores, duas Copas do Brasil e um Carioca.

### Fortaleza
No dia 20 de janeiro de 2025, o Fortaleza anunciou a contratação de David Luiz até 31 de dezembro de 2026, com opção de renovação por mais um ano. O zagueiro chega ao Tricolor sem custos. Em agosto de 2025, David Luiz rescindiu com o Fortaleza e rumou para o futebol cipriota. O zagueiro deixou o clube com apenas 16 jogos feitos, alternando diversas vezes entre a titularidade e a reserva.

### Pafos FC
Em 1 de agosto de 2025, David Luiz acertou com o Pafos FC, do Chipre. O contrato do zagueiro com o clube cipriota é válido por três anos.

## Seleção Nacional
Convocado à Seleção Sub-20 para a disputa do Mundial da categoria de 2007, foi titular nos dois primeiros jogos mas acabou sendo suspenso por uma cotovelada na vitória do Brasil por 3–2 sobre a Coreia do Sul e ficou de fora do restante da competição.

### Estreia na Seleção principal
Foi convocado pela primeira vez para a Seleção principal em 2010, na primeira convocação de Mano Menezes como treinador desta. Fazendo dupla com Thiago Silva, continuou a ser convocado em 2011. Em 8 de junho foi convocado para a Copa América de 2011.
David Luiz é 8º zagueiro com mais jogos pela Seleção Brasileira com 57 jogos.

### Copa das Confederações de 2013
Em 14 de maio de 2013, foi convocado para a Copa das Confederações no Brasil, na qual a seleção foi tetracampeã do torneio. Na final da competição contra a Espanha, David Luiz salvou uma bola em cima da linha que resultaria no gol de empate da Seleção Espanhola.

### Copa do Mundo de 2014

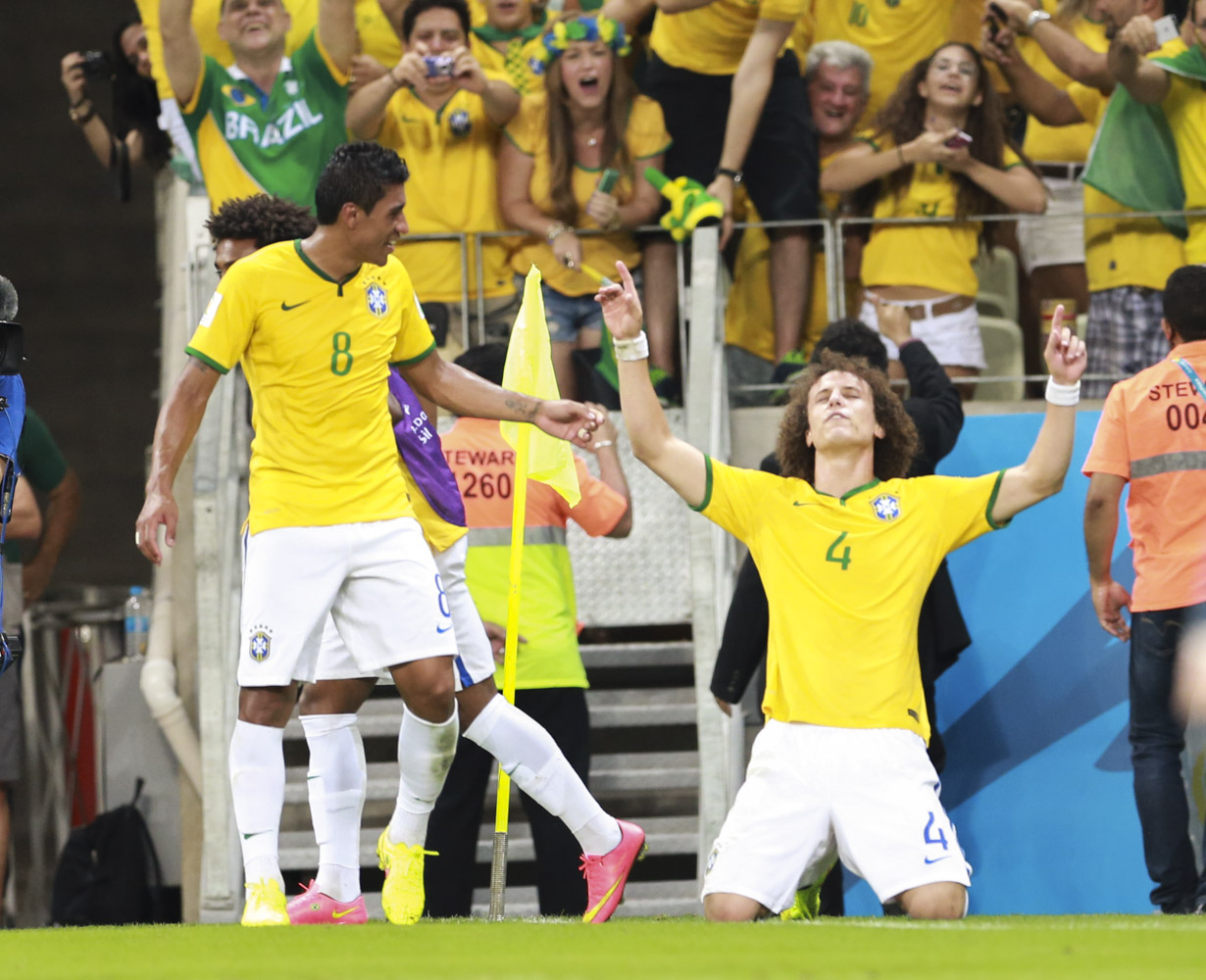
David Luiz celebrando seu gol de falta contra a Colômbia

Foi convocado para a Copa do Mundo FIFA de 2014, sendo esse o seu único Mundial disputado.
No dia 4 de julho, marcou um importante gol na vitória por 2–1 contra a Colômbia, pelas quartas de final, e foi eleito o melhor jogador da partida pela FIFA. Até as oitavas da competição, liderou o ranking de melhor jogador do torneio segundo a FIFA, com 9,79 pontos. Após o término da partida contra a Seleção Colombiana, David Luiz viu que James Rodríguez estava chorando e foi consolar o jogador colombiano.
Esteve em campo na derrota por 1–7 na semifinal contra a Alemanha, denominada Mineiraço. O jornalista Tim Vickery da BBC definiu que "O desempenho de David Luiz contra a Alemanha foi a pior coisa que eu já vi de um jogador de alto nível numa partida importante". Na disputa de terceiro lugar, contra a seleção da Holanda, falhou nos dois primeiros gols, sendo de forma grave no segundo gol ao rebater de cabeça um cruzamento para o meio da área.

### Copa América de 2015
David Luiz foi convocado para a Copa América de 2015. Fez dupla com Miranda nos dois primeiros jogos do grupo, antes de ser substituído por Thiago Silva, já que o Brasil foi nocauteado pelo Paraguai nas quartas-de-final.

### Eliminatórias para a Copa do Mundo de 2018
Em 13 de novembro de 2015, David Luiz recebeu seu primeiro cartão vermelho em um 1–1 contra a Argentina, em Buenos Aires, em jogo válido pelas Eliminatórias da Copa do Mundo FIFA de 2018.

### Era Tite
No dia 19 de maio de 2017, foi convocado por Tite para os amistosos contra Argentina e Austrália. Atuou contra a Austrália na partida em que terminou 4–0 para a Seleção Brasileira. Esta então foi a única partida de David Luiz na "Era Tite", e posteriormente, a sua última partida pela Seleção.

## Vida pessoal
Filho de Regina Célia e Ladislau Luiz Marinho, David saiu de casa aos 14 anos para tentar a sorte no futebol baiano. Em sua cidade natal, estudou nos Centros Educacionais do SESI e ainda participou do Programa Atleta Futuro (PAF). Seus pais desenvolvem a Ação Social David Luiz em Juiz de Fora, Minas Gerais, onde moram. David Luiz atualmente está noivo de uma modelo chamada Bruna Loureiro, com quem tem duas filhas, Mallie e Ayla.
David Luiz é evangélico.

## Estatísticas
Atualizadas até dia 8 de maio de 2022

### Clubes
| Equipe              | Temporada         | Campeonato nacional | Campeonato nacional | Campeonato nacional | Copa nacional[a] | Copa nacional[a] | Copa nacional[a] | Competições continentais[b] | Competições continentais[b] | Competições continentais[b] | Outros torneios[c] | Outros torneios[c] | Outros torneios[c] | Total | Total | Total   |
| Equipe              | Temporada         | Jogos               | Gols                | Assist.             | Jogos            | Gols             | Assist.          | Jogos                       | Gols                        | Assist.                     | Jogos              | Gols               | Assist.            | Jogos | Gols  | Assist. |
| ------------------- | ----------------- | ------------------- | ------------------- | ------------------- | ---------------- | ---------------- | ---------------- | --------------------------- | --------------------------- | --------------------------- | ------------------ | ------------------ | ------------------ | ----- | ----- | ------- |
| Vitória             | 2006              | 26                  | 1                   | 0                   | 2                | 0                | 0                | —                           | —                           | —                           | 25                 | 1                  | 0                  | 53    | 2     | 0       |
| Vitória             | 2007              | 0                   | 0                   | 0                   | 0                | 0                | 0                | —                           | —                           | —                           | 2                  | 0                  | 0                  | 2     | 0     | 0       |
| Vitória             | Total             | 26                  | 1                   | 0                   | 2                | 0                | 0                | 0                           | 0                           | 0                           | 27                 | 1                  | 0                  | 55    | 2     | 0       |
| Benfica             | 2006–07           | 10                  | 0                   | 0                   | 0                | 0                | 0                | 4                           | 0                           | 0                           | —                  | —                  | —                  | 14    | 0     | 0       |
| Benfica             | 2007–08           | 8                   | 0                   | 1                   | 2                | 0                | 0                | 4                           | 0                           | 0                           | —                  | —                  | —                  | 14    | 0     | 1       |
| Benfica             | 2008–09           | 19                  | 2                   | 2                   | 6                | 0                | 0                | 2                           | 1                           | 0                           | —                  | —                  | —                  | 27    | 3     | 2       |
| Benfica             | 2009–10           | 29                  | 2                   | 4                   | 7                | 1                | 0                | 13                          | 0                           | 0                           | —                  | —                  | —                  | 49    | 3     | 4       |
| Benfica             | 2010–11           | 16                  | 0                   | 2                   | 5                | 0                | 0                | 6                           | 0                           | 0                           | 1                  | 0                  | 0                  | 28    | 0     | 2       |
| Benfica             | Total             | 82                  | 4                   | 9                   | 20               | 1                | 0                | 29                          | 1                           | 0                           | 1                  | 0                  | 0                  | 132   | 6     | 9       |
| Chelsea             | 2010–11           | 12                  | 2                   | 0                   | 0                | 0                | 0                | 0                           | 0                           | 0                           | —                  | —                  | —                  | 12    | 2     | 0       |
| Chelsea             | 2011–12           | 20                  | 2                   | 2                   | 9                | 0                | 0                | 11                          | 1                           | 0                           | —                  | —                  | —                  | 40    | 3     | 2       |
| Chelsea             | 2012–13           | 30                  | 2                   | 2                   | 10               | 1                | 2                | 14                          | 4                           | 1                           | 3                  | 0                  | 0                  | 57    | 7     | 5       |
| Chelsea             | 2013–14           | 20                  | 0                   | 1                   | 6                | 0                | 0                | 9                           | 0                           | 2                           | 0                  | 0                  | 0                  | 35    | 0     | 3       |
| Chelsea             | 2016–17           | 33                  | 1                   | 0                   | 4                | 0                | 0                | 0                           | 0                           | 0                           | —                  | —                  | —                  | 38    | 1     | 0       |
| Chelsea             | 2017–18           | 10                  | 1                   | 0                   | 2                | 0                | 0                | 4                           | 1                           | 0                           | 1                  | 0                  | 0                  | 17    | 2     | 0       |
| Chelsea             | 2018–19           | 36                  | 3                   | 2                   | 7                | 0                | 0                | 5                           | 0                           | 0                           | 1                  | 0                  | 0                  | 50    | 3     | 2       |
| Chelsea             | Total             | 156                 | 11                  | 7                   | 39               | 1                | 2                | 44                          | 6                           | 3                           | 5                  | 0                  | 0                  | 244   | 18    | 12      |
| Paris Saint-Germain | 2014–15           | 28                  | 2                   | 0                   | 7                | 1                | 1                | 10                          | 2                           | 0                           | —                  | —                  | —                  | 45    | 5     | 1       |
| Paris Saint-Germain | 2015–16           | 25                  | 1                   | 2                   | 7                | 1                | 0                | 7                           | 1                           | 0                           | 1                  | 0                  | 1                  | 40    | 3     | 3       |
| Paris Saint-Germain | 2016–17           | 4                   | 0                   | 0                   | 0                | 0                | 0                | 0                           | 0                           | 0                           | 1                  | 0                  | 0                  | 5     | 0     | 0       |
| Paris Saint-Germain | Total             | 57                  | 3                   | 2                   | 14               | 2                | 1                | 17                          | 3                           | 0                           | 2                  | 0                  | 1                  | 90    | 8     | 4       |
| Arsenal             | 2019–20           | 33                  | 2                   | 1                   | 5                | 0                | 0                | 5                           | 0                           | 0                           | —                  | —                  | —                  | 43    | 2     | 1       |
| Arsenal             | 2020–21           | 20                  | 1                   | 0                   | 2                | 0                | 0                | 7                           | 1                           | 0                           | 1                  | 0                  | 0                  | 30    | 2     | 0       |
| Arsenal             | Total             | 53                  | 3                   | 1                   | 7                | 0                | 0                | 12                          | 1                           | 0                           | 1                  | 0                  | 0                  | 73    | 4     | 1       |
| Flamengo            | 2021              | 7                   | 0                   | 0                   | —                | —                | —                | 3                           | 0                           | 0                           | —                  | —                  | —                  | 10    | 0     | 0       |
| Flamengo            | 2022              | 19                  | 0                   | 0                   | 7                | 0                | 0                | 10                          | 0                           | 0                           | 11                 | 0                  | 0                  | 47    | 0     | 0       |
| Flamengo            | 2023              | 12                  | 1                   | 1                   | 5                | 0                | 0                | 8                           | 0                           | 0                           | 11                 | 0                  | 0                  | 36    | 1     | 1       |
| Flamengo            | Total             | 38                  | 1                   | 1                   | 12               | 0                | 0                | 21                          | 0                           | 0                           | 22                 | 0                  | 0                  | 93    | 1     | 1       |
| Total na carreira   | Total na carreira | 412                 | 23                  | 20                  | 94               | 4                | 3                | 123                         | 10                          | 3                           | 58                 | 1                  | 1                  | 661   | 38    | 27      |

- a. ^ Jogos da Copa do Brasil, Taça de Portugal, Taça da Liga, Copa da Liga Inglesa, Copa da Inglaterra, Copa da Liga Francesa e Copa da França
- b. ^ Jogos da Liga Europa da UEFA, Liga dos Campeões da UEFA, Supercopa da UEFA e Copa Libertadores da América, Recopa Sul-Americana
- c. ^ Jogos do Campeonato Carioca,Campeonato Baiano, Supertaça Cândido de Oliveira, Supercopa da Inglaterra, Copa do Mundo de Clubes da FIFA, Supercopa da França e Supercopa do Brasil

### Seleção Brasileira
Atualizado em 13 de junho de 2017.
Expanda a caixa de informações para conferir todos os jogos deste jogador, pela sua seleção nacional.
Sub-20
| Ano   |       |      |         |       |
| Ano   | Jogos | Gols | Assist. | Média |
| ----- | ----- | ---- | ------- | ----- |
| 2007  | 2     | 0    | 0       | 0     |
| Total | 2     | 0    | 0       | 0     |

|    | Data                | Local                                          | Resultado | Adversário    | Gols | Competição                   |
| -- | ------------------- | ---------------------------------------------- | --------- | ------------- | ---- | ---------------------------- |
| 1. | 29 de junho de 2007 | Estádio Olímpico de Montreal, Montreal, Canadá | 0–1       | Polônia       | 0    | Copa do Mundo Sub-20 de 2007 |
| 2. | 2 de julho de 2007  | Estádio Olímpico de Montreal, Montreal, Canadá | 3–2       | Coreia do Sul | 0    | Copa do Mundo Sub-20 de 2007 |

Seleção Principal
| Ano   |       |      |         |       |
| Ano   | Jogos | Gols | Assist. | Média |
| ----- | ----- | ---- | ------- | ----- |
| 2010  | 4     | 0    | 0       | 0     |
| 2011  | 6     | 0    | 0       | 0     |
| 2012  | 7     | 0    | 2       | 0     |
| 2013  | 16    | 0    | 1       | 0     |
| 2014  | 14    | 3    | 0       | 0,21  |
| 2015  | 8     | 0    | 0       | 0     |
| 2016  | 1     | 0    | 0       | 0     |
| 2017  | 1     | 0    | 0       | 0     |
| Total | 57    | 3    | 3       | 0,05  |

|     | Data                    | Local                                            | Resultado | Adversário           | Gols | Competição                  |
| --- | ----------------------- | ------------------------------------------------ | --------- | -------------------- | ---- | --------------------------- |
| 1.  | 10 de agosto de 2010    | East Rutherford, Estados Unidos                  | 2–0       | Estados Unidos       | 0    | Amistoso                    |
| 2.  | 7 de outubro de 2010    | Abu Dhabi, Emirados Árabes Unidos                | 3–0       | Irã                  | 0    | Amistoso                    |
| 3.  | 11 de outubro de 2010   | Derby, Inglaterra                                | 2–0       | Ucrânia              | 0    | Amistoso                    |
| 4.  | 17 de novembro de 2010  | Doha, Qatar                                      | 0–1       | Argentina            | 0    | Amistoso                    |
| 5.  | 9 de fevereiro de 2011  | Saint-Denis, França                              | 0–1       | França               | 0    | Amistoso                    |
| 6.  | 7 de junho de 2011      | Estádio do Pacaembu, São Paulo, Brasil           | 1–0       | Romênia              | 0    | Amistoso                    |
| 7.  | 7 de outubro de 2011    | San José, Costa Rica                             | 1–0       | Costa Rica           | 0    | Amistoso                    |
| 8.  | 11 de outubro de 2011   | Torreón, México                                  | 2–1       | México               | 0    | Amistoso                    |
| 9.  | 10 de novembro de 2011  | Libreville, Gabão                                | 2–0       | Gabão                | 0    | Amistoso                    |
| 10. | 14 de novembro de 2011  | Doha, Qatar                                      | 2–0       | Egito                | 0    | Amistoso                    |
| 11. | 28 de fevereiro de 2012 | St. Gallen, Suíça                                | 2–1       | Bósnia e Herzegovina | 0    | Amistoso                    |
| 12. | 15 de agosto de 2012    | Estádio Råsunda, Estocolmo, Suécia               | 3–0       | Suécia               | 0    | Amistoso                    |
| 13. | 7 de setembro de 2012   | Estádio do Morumbi, São Paulo, Brasil            | 1–0       | África do Sul        | 0    | Amistoso                    |
| 14. | 10 de setembro de 2012  | Estádio do Arruda, Recife, Brasil                | 8–0       | China                | 0    | Amistoso                    |
| 15. | 11 de outubro de 2012   | Estádio Swedbank, Malmö, Suécia                  | 6–0       | Iraque               | 0    | Amistoso                    |
| 16. | 16 de outubro de 2012   | Estádio Municipal de Wroclaw, Breslávia, Polônia | 4–0       | Japão                | 0    | Amistoso                    |
| 17. | 14 de novembro de 2012  | Nova Jersey, Estados Unidos                      | 1–1       | Colômbia             | 0    | Amistoso                    |
| 18. | 6 de fevereiro de 2013  | Estádio de Wembley, Londres, Inglaterra          | 1–2       | Inglaterra           | 0    | Amistoso                    |
| 19. | 21 de março de 2013     | Stade de Genève, Genebra, Suíça                  | 2–2       | Itália               | 0    | Amistoso                    |
| 20. | 25 de março de 2013     | Stamford Bridge, Londres, Inglaterra             | 1–1       | Rússia               | 0    | Amistoso                    |
| 21. | 2 de junho de 2013      | Maracanã, Rio de Janeiro, Brasil                 | 2–2       | Inglaterra           | 0    | Amistoso                    |
| 22. | 9 de junho de 2013      | Arena do Grêmio, Porto Alegre, Brasil            | 3–0       | França               | 0    | Amistoso                    |
| 23. | 15 de junho de 2013     | Estádio Mané Garrincha, Brasília, Brasil         | 3–0       | Japão                | 0    | Copa das Confederações      |
| 24. | 19 de junho de 2013     | Estádio Castelão, Fortaleza, Brasil              | 2–0       | México               | 0    | Copa das Confederações      |
| 25. | 22 de junho de 2013     | Arena Fonte Nova, Salvador, Brasil               | 4–2       | Itália               | 0    | Copa das Confederações      |
| 26. | 26 de junho de 2013     | Estádio Mineirão, Belo Horizonte, Brasil         | 2–1       | Uruguai              | 0    | Copa das Confederações      |
| 27. | 30 de junho de 2013     | Maracanã, Rio de Janeiro, Brasil                 | 3–0       | Espanha              | 0    | Copa das Confederações      |
| 28. | 7 de setembro de 2013   | Mané Garrincha, Brasília, Brasil                 | 6–0       | Austrália            | 0    | Amistoso                    |
| 29. | 10 de setembro de 2013  | Gillette Stadium, Foxborough, Estados Unidos     | 3–1       | Portugal             | 0    | Amistoso                    |
| 30. | 12 de outubro de 2013   | Estádio Sang-am de Seul, Seul, Coreia do Sul     | 2–0       | Coreia do Sul        | 0    | Amistoso                    |
| 31. | 15 de outubro de 2013   | Estádio Nacional de Pequim, Pequim, China        | 2–0       | Zâmbia               | 0    | Amistoso                    |
| 32. | 16 de novembro de 2013  | Sun Life Stadium, Miami, Estados Unidos          | 5–0       | Honduras             | 0    | Amistoso                    |
| 33. | 19 de novembro de 2013  | Rogers Centre, Toronto, Canadá                   | 2–1       | Chile                | 0    | Amistoso                    |
| 34. | 5 de março de 2014      | Soccer City, Joanesburgo, África do Sul          | 5–0       | África do Sul        | 0    | Amistoso                    |
| 35. | 3 de junho de 2014      | Serra Dourada, Goiânia, Brasil                   | 4–0       | Panamá               | 0    | Amistoso                    |
| 36. | 6 de junho de 2014      | Morumbi, São Paulo, Brasil                       | 1–0       | Sérvia               | 0    | Amistoso                    |
| 37. | 12 de junho de 2014     | Arena de São Paulo, São Paulo, Brasil            | 3–1       | Croácia              | 0    | Copa do Mundo               |
| 38. | 17 de junho de 2014     | Arena Castelão, Fortaleza, Brasil                | 0–0       | México               | 0    | Copa do Mundo               |
| 39. | 23 de junho de 2014     | Arena Mané Garrincha, Brasília, Brasil           | 4–1       | Camarões             | 0    | Copa do Mundo               |
| 40. | 28 de junho de 2014     | Arena Mineirão, Belo Horizonte, Brasil           | 1–1       | Chile                | 1    | Copa do Mundo               |
| 41. | 4 de julho de 2014      | Arena Castelão, Fortaleza, Brasil                | 2–1       | Colômbia             | 1    | Copa do Mundo               |
| 42. | 8 de julho de 2014      | Arena Mineirão, Belo Horizonte, Brasil           | 1–7       | Alemanha             | 0    | Copa do Mundo               |
| 43. | 12 de julho de 2014     | Arena Mané Garrincha, Brasília, Brasil           | 0–3       | Países Baixos        | 0    | Copa do Mundo               |
| 44. | 5 de setembro de 2014   | Sun Life Stadium, Miami, Estados Unidos          | 1–0       | Colômbia             | 0    | Amistoso                    |
| 45. | 11 de outubro de 2014   | Ninho de Pássaro, Pequim, China                  | 2–0       | Argentina            | 0    | Amistoso                    |
| 46. | 12 de novembro de 2014  | Estádio Şükrü Saraçoğlu, Istambul, Turquia       | 4–0       | Turquia              | 0    | Amistoso                    |
| 47. | 18 de novembro de 2014  | Ernst-Happel-Stadion, Viena, Áustria             | 2–1       | Áustria              | 1    | Amistoso                    |
| 48. | 7 de junho de 2015      | Allianz Parque, São Paulo, Brasil                | 2–0       | México               | 0    | Amistoso                    |
| 49. | 10 de junho de 2015     | Beira-Rio, Porto Alegre, Brasil                  | 1–0       | Honduras             | 0    | Amistoso                    |
| 50. | 14 de junho de 2015     | Municipal Germán Becker, Temuco, Chile           | 2–1       | Peru                 | 0    | Copa América                |
| 51. | 21 de junho de 2015     | Monumental David Arellano, Santiago, Chile       | 2–1       | Venezuela            | 0    | Copa América                |
| 52. | 5 de setembro de 2015   | Red Bull Arena, Nova Jersey, Estados Unidos      | 1–0       | Costa Rica           | 0    | Amistoso                    |
| 53. | 8 de setembro de 2015   | Gillette Stadium, Foxborough, Estados Unidos     | 4–1       | Estados Unidos       | 0    | Amistoso                    |
| 54. | 8 de outubro de 2015    | Nacional de Chile, Santiago, Chile               | 0–2       | Chile                | 0    | Elim. Copa do Mundo de 2018 |
| 55. | 13 de novembro de 2015  | Monumental de Núñez, Buenos Aires, Argentina     | 1–1       | Argentina            | 0    | Elim. Copa do Mundo de 2018 |
| 56. | 25 de março de 2016     | Arena Pernambuco, Recife, Brasil                 | 2–2       | Uruguai              | 0    | Elim. Copa do Mundo de 2018 |
| 57. | 13 de junho de 2017     | Melbourne Cricket Ground, Melbourne, Austrália   | 4–0       | Austrália            | 0    | Amistoso                    |

## Títulos
Vitória[carece de fontes?]
- Campeonato Baiano: 2005

Benfica[carece de fontes?]
- Taça da Liga: 2008–09 e 2009–10
- Primeira Liga: 2009–10

Chelsea[carece de fontes?]
- Copa da Inglaterra: 2011–12 e 2017–18
- Liga dos Campeões da UEFA: 2011–12
- Liga Europa da UEFA: 2012–13 e 2018–19
- Premier League: 2016–17

Paris Saint-Germain[carece de fontes?]
- Ligue 1: 2014–15 e 2015–16
- Copa da França: 2014–15 e 2015–16
- Copa da Liga Francesa: 2014–15 e 2015–16
- Supercopa da França: 2015 e 2016

Arsenal[carece de fontes?]
- Copa da Inglaterra: 2019–20
- Supercopa da Inglaterra: 2020

Flamengo[carece de fontes?]
- Copa Libertadores da América: 2022[130]
- Copa do Brasil: 2022 e 2024
- Campeonato Carioca: 2024

Seleção Brasileira[carece de fontes?]
- Copa das Confederações FIFA: 2013

### Prêmios individuais
- Seleção da Primeira Liga: 2009–10[131]
- Melhor jogador da Primeira Liga: 2009–10
- Jogador do mês do Campeonato Inglês: Março de 2011[132]
- Bola de Prata da Copa do Mundo de Clubes da FIFA: 2012[133]
- Seleção da Copa das Confederações da FIFA: 2013
- FIFPro World XI: 2014[134]
- Seleção da Ligue 1: 2014–15 e 2015–16[135][136]
- Equipe do Ano PFA da Premier League: 2016–17[137]
- Seleção do Campeonato Carioca: 2022[138]
- Seleção da Copa Libertadores da América: 2022[139]
- Troféu Mesa Redonda – Seleção da Temporada: 2022[140]
- Equipe Ideal das Américas (El País): 2022[141]